# Ghiandola parauretrale di Winslow - Duverney
La ghiandola di Duverney (o Winslow), detta anche ghiandola coagulante dell'uretra, prostata anteriore (o craniale) o antiprostata è una notevole ghiandola parauretrale collocata a livello dell'uretra prostatica, davanti al lobo anteriore della prostata. La sua collocazione è incostante, così come le dimensioni; di norma il diametro ammonta a circa 6 - 10 mm, e la forma è sferica.
Annoverata tra le ghiandole parauretrali accessorie, è costituita da un complesso fortemente ramificato di acini "a collana di perle", e racchiude in sé la funzione delle due ghiandole coagulanti dell'uretra presenti in numerosi mammiferi. Il suo secreto svolge un ruolo nella coagulazione e nella motilità del liquido seminale, inoltre contiene un insieme di sostanze protettive, il fattore antimicrobico dell'uretra maschile, che difende e sfiamma l'uretra maschile.

## Nomi e classificazione

### Nomi
La ghiandola di Winslow è anche chiamata ghiandola di Duverney (o Du Verney), ghiandola uretrale coagulante o coagulante dell'uretra, nonché piccola prostata, prostata anteriore, anterograda, prossimale, craniale, frontale, inferiore o (nei manuali più antichi) antiprostata.
I nomi prostata anteriore e antiprostata (traducibile con "dinanzi alla prostata") derivano dal fatto che questa ghiandole è situata in continuità con la porzione prossimale della prostata, pur essendo istologicamente distinta e separata da quest'ultima. Lo stesso nome è utilizzato in molti mammiferi per designare le ghiandole coagulanti dell'uretra, che in genere sono due e collocate in posizione leggermente più distale, sopra le ghiandole ampollari delle ampolle deferenziali.

### Eponimo
Questa ghiandola è contraddistinta da un possibile doppio eponimo: dall'anatomista olandese Jacob B. Winslow oppure dall'anatomista francese Guichard Joseph Duverney (o Du Verney). Entrambi illustrarono e descrissero quest'entità anatomica nello stesso periodo, definendola rispettivamente antiprostata (o prostata anteriore) e prostata inferiore (o piccola prostata).

### Classificazione
Esistono tre possibili classificazioni per questa ghiandola uretrale:
- Dal momento che questa ghiandola è collocata relativamente vicino all'uretra (in cui sbocca il suo dotto uretrale), ma non è contigua alla mucosa, viene classificata tra le ghiandole parauretrali esocrine o ghiandole uretrali profonde. Risulta invece istologicamente distinta (nonostante la sua collocazione) dalle contigue ghiandole prostatiche.[25][26][27]
- Dal punto di vista della forma appartiene alla categoria delle ghiandole tubulo-acinose composte, poiché è costituita da innumerevoli acini contenenti vescicole e cellule secretorie. Si differenzia in questo da tutte le altre ghiandole uretrali dello stesso tipo, composte invece da grappoli (urethral cluster) di ghiandole parauretrali minori.[1][7][28]
- Come si può evincere dal nome ghiandola coagulante dell'uretra, questa struttura è equivalente nonché omologa delle due ghiandole uretrali coagulanti presenti in numerosi mammiferi. Esistono in realtà altre ghiandole uretrali accessorie che svolgono una funzione affine (costituendo un'omologia disseminata), ma il loro apporto di secreto è sensibilmente inferiore.[6][7][9]

## Anatomia

### Descrizione generale
Numerosi mammiferi presentano specifiche ghiandole parauretrali deputate, tra le varie funzioni, a favorire la coagulazione e la motilità del liquido seminale, oltre a conferire al fluido sufficiente viscosità da evitare un reflusso verso l'uretra emittente oppure verso la vescica (eiaculazione retrograda). Generalmente sono presenti due ghiandole triangolari di medie dimensioni, situate presso l'apice della prostata e appena sopra le ghiandole ampollari, che appaiono come due diverticoli o estroflessioni dei dotti deferenti e riversano il proprio secreto nell'uretra intraprostatica, spesso attraverso l'utricolo prostatico.
Nell'uomo si può rintracciare una singola ghiandola sferica, molto incostante nelle dimensioni e nella collocazione, posta dinanzi alla faccia anteriore della prostata e caratterizzata dal colore giallo. La funzione e la composizione di questa ghiandola sono paragonabili a quelle degli altri mammiferi, con l'unica differenza che il suo dotto parauretrale sbocca a livello dell'uretra prostatica distale.

### Forma e dimensioni
Questa ghiandola presenta una forma sferica, tuttavia le sue dimensioni sono estremamente incostanti da un individuo all'altro, passando dalla quasi atrofia a ghiandole così voluminose da apparire come una "piccola prostata" secondo Duverney (fino a 15 mm). In generale, diverse ricerche hanno mostrato che il diametro medio si assesta nell'intervallo 6 - 10 mm.

### Collocazione
A differenza delle ghiandole uretrali coagulanti di molti mammiferi, nell'uomo la ghiandola di Duverney non è generalmente collocata presso le ampolle dei dotti deferenti, bensì a ridosso della faccia anteriore della prostata, tra il suo apice e l'uretra prostatica anteriore. In alcuni individui è effettivamente vicina ai dotti deferenti, e si caratterizza per il dotto parauretrale molto lungo (anche 2,5 - 3 cm); in altri uomini potrebbe non essere neppure a contatto con la prostata, trovandosi direttamente a livello dell'uretra prostatica anteriore.

### Struttura

#### Struttura esterna
Come le altre ghiandole coagulanti dell'uretra, la prostata anteriore appartiene alla categoria delle ghiandole tubulo-acinose composte; è avvolta da una capsula fibroelastica serica di consistenza e spessore irregolari, e si distingue dalla maggior parte delle altre ghiandole uretrali per il colore giallo pallido. Dalla capsula partono dei setti rigidi, che suddividono ciascuna ghiandola in vari settori noti come cisterne, il cui numero può ammontare ad alcune decine. Queste zone costituiscono le unità secretorie principali della ghiandola.

#### Struttura interna
La peculiarità delle ghiandole uretrali coagulanti, che la distingue da tutte le altre ghiandole uretrali non semplici, è che sono costituite solamente da un complesso di unità secretorie, anziché da un grappolo (cluster) di ghiandole parauretrali più piccole (2 - 4 mm di diametro), come succede in tutti gli altri casi. Pertanto, è possibile descrivere la loro struttura interna in questo modo:
- Ciascuna cisterna è delimitata da un setto rigido, e contiene numerosissimi acini di forma insolitamente allungata.[42][7][8]
- Ogni acino è costituito da innumerevoli papille, legate tra loro in una complessa catena ramificata a forma di collana di perle. Talvolta sono presenti adenomeri aberranti, che producono una porzione molto minore del secreto.[43][44][45]
- Sulla superficie di ciascuna papilla si possono ritrovare svariati microvilli, la cui funzione è riassorbire il secreto non emesso e convertirlo per un successivo utilizzo.[46][7][8]
- Ciascuna papilla riversa il proprio secreto in un microtubulo, che sbocca in un dotto minore.[43][44][45]
- A sua volta, il dotto minore decorre lungo l'intero acino, raccogliendo le secrezioni di tutte le papille e degli eventuali adenomeri aberranti.[45][7][8]
- I dotti minori provenienti da tutti gli acini sboccano in un condotto intermedio: uno per ciascuna cisterna (che costituisce infatti l'unità secretoria macroscopica).[42][7][8]
- I dotti intermedi di tutte le cisterne si raccolgono in un singolo dotto maggiore, che corrisponde al dotto parauretrale ed è condotto dal parenchima della ghiandola all'uretra prostatica distale.[42][7][8]

#### Composizione epiteliale
La capsula fibroelastica delle ghiandole e le regioni prive di cisterne sono costituite di cellule non secretorie, composte da semplice tessuto epiteliale con sezioni minori di fibre muscolari scheletriche; sulla loro porzione superiore si rilevano minuscoli microvilli, con funzione di riassorbimento del secreto. Le cisterne, invece, sono conglomerati di acini, e presentano dunque numerose vescicole secretorie. Ciascun acino contiene minuscoli vasi sanguigni e tessuto muscolare scheletrico, ed è circondato da un denso stroma connettivo di carattere lievemente acido. Gli acini in sé sono composti di cellule secretorie e vescicole secretorie, che producono il secreto delle ghiandole; il tessuto prevalente in queste strutture è epitelio colonnare semplice, e più raramente cubico semplice. I piccoli tubuli che si dipartono dagli acini sono rivestiti da un singolo strato di cellule epiteliali, di tessuto cilindrico semplice, mentre il dotto periuretrale in cui essi confluiscono è costituito da epitelio cilindrico a più strati; si evidenzia un duplice strato di cellule: cubiche nella porzione basale e cilindriche in quella laminare.

### Dotti antiprostatici di Winslow - Duverney
Indipendentemente dalla ghiandola, il lume del dotto parauretrale (detto anche dotto antiprostatico) ha un'ampiezza molto variabile, mentre il contorno è irregolare. Le sue dimensioni sono molto variabili, e dipendono sia dalle caratteristiche dell'antiprostata, sia dalla sua collocazione. Se la ghiandola è situata a livello dell'uretra prostatica anteriore, il dotto risulterà molto breve (alcuni millimetri) e talora ristretto; se invece è collocata presso l'apice della prostata, il dotto presenta dimensioni considerevoli: 7 - 10 mm di diametro per una lunghezza di 2 - 3 cm (in media 2,5 cm).

## Funzione

### In rapporto alle altre ghiandole uretrali
In tutti i mammiferi, la funzione delle ghiandole coagulanti dell'uretra è complementare a quella delle altre ghiandole uretrali accessorie di tipo seminale, in particolare prostata, vescicole seminali, testicoli e ghiandole ampollari. Nell'uomo, oltre al secreto delle vescicole seminali non è richiesta una particolare coagulazione del seme, che risulta invece indispensabile in altri animali (in particolare roditori e scimmie, oppure cervi e suini, ma in questo caso la coagulazione è per gran parte deputata a peculiari varianti delle ghiandole bulbouretrali diaframmatiche). Pertanto il secreto sessuale di Winslow - Duverney, emesso nell'uretra prostatica anteriore attraverso un dotto parauretrale di lunghezza variabile nella fase di eiaculazione, non risulta in genere particolarmente abbondante. Inoltre, nell’uomo il secreto coagulante va a costituire piccola parte del solo liquido seminale, mentre in altri mammiferi è anche un componente della pre-eiaculazione (liquido di Cowper - Littré), prodotta da numerose altre ghiandole uretrali accessorie.

### Eiaculazione
Durante l’eiaculazione, l’antiprostata emette dal proprio condotto parauretrale un fluido ad alta densità, che compone una piccola parte del liquido seminale. Ha la funzione di:
- Neutralizzare l'acidità delle urine ed innalzare sensibilmente il pH vaginale, rendendo così alcalino l'ambiente per non nuocere agli spermatozoi (il pH dello sperma è infatti compreso tra 7,5 e 8,5).[55][56][57][58][59]
- Aumentare e favorire la coagulazione del liquido seminale e la motilità degli spermatozoi, grazie alla produzione ed emissione di glicoproteine e di fruttosio (convertito dal glucosio per isomerizzazione). Queste sostanze si combinano efficacemente con il secreto emesso dalle vescicole seminale e dalla prostata, nonché da altre ghiandole uretrali meno rilevanti.[7][60][61]
- Impedire o contrastare l'eiaculazione retrograda (reflusso del seme verso la vescica) grazie alla viscosità del liquido dovuta al fruttosio. In aggiunta, grazie alla cospicua presenza di acido sialico, una volta arrivato nella vagina il secreto diviene trasparente e forma minuscoli agglomerati densi e collosi (veri e propri tappi nei roditori), volti ad impedire ulteriormente il reflusso dell'eiaculato dalla vagina verso l'uretra emittente.[30][62][63][64]
- Emettere una soluzione antimicrobica per evitare infezioni urinarie durante e dopo il rapporto; questo è uno dei principali fattori per cui le infezioni della vescica (cistiti batteriche o fungine) sono molto più frequenti nel sesso femminile.[65][66][67][14][12] L'insieme delle sostanze antibatteriche e antimicotiche prende il nome di fattore antimicrobico dell'uretra maschile, e contiene rilevanti quantità di zinco libero e magnesio.[65][68][65][14][12] Altre sostanze antimicrobiche, e in minor parte antinfiammatorie, sono costituite da potassio, fosforo, rame, acido sialico e acido ialuronico.[69][70][71][72][73]

### Secrezioni costanti
Fuori dallo stato di eccitazione, la ghiandola di Duverney svolge la stessa funzione di tutte le ghiandole uretrali e parauretrali. Di conseguenza, le sue secrezioni (drenate costantemente attraverso il dotto parauretrale):
- Concorre a proteggere il pavimento uretrale dall'acidità delle urine, evitandone l'irritazione grazie al deposito di uno strato protettivo di secrezioni alcaline con funzione riepitelizzante.[74][75][76] Questo velo fa scivolare via anche gli scarti, ad esempio le cellule staccate con la desquamazione e lo smegma.[74][75][77]
- Contribuiscono a proteggere l'apparato urogenitale da infezioni urinarie (ad esempio uretriti, verumontaniti, uretroprostatiti) attraverso l'emissione di peptidi con proprietà antimicrobiche, in particolare antibatteriche e (in minor parte) antimicotiche. Questo è uno dei principali fattori per cui le infezioni della vescica (cistiti batteriche o fungine) sono molto più frequenti nel sesso femminile.[65][66][67][14][12]

### Drenaggio
La presenza di un catetere nel maschio può limitare o impedire il naturale drenaggio del secreto delle ghiandole parauretrali, con il rischio di provocare infezioni (uretriti) che possono eventualmente ascendere attraverso i dotti parauretrali, fino ad infiammare le ghiandole stesse. Viene inoltre limitato fortemente l'apporto del fattore antimicrobico uretrale e delle sostanze protettive, con il rischio di lasciare l'epitelio uretrale scoperto verso fenomeni infettivi o infiammatori.

## Composizione del secreto

### Fattore antimicrobico dell'uretra maschile
Come tutte le ghiandole uretrali e periuretrali, anche l'antiprostata secerne un potente fluido noto come fattore antimicrobico dell'uretra maschile: emesso sia costantemente sia attraverso le secrezioni sessuali, ha la funzione di proteggere e sfiammare l'uretra maschile.

#### Secrezione costante
Le analisi effettuate sulle secrezioni di natura non sessuale hanno mostrato la presenza di questi elementi:
- Zinco libero, presente in una quantità media di 448 microgrammi  / mL (150 - 1000 microgrammi / mL) nell'individuo sano; possiede notevoli proprietà antibatteriche e antimicotiche, nonché una discreta capacità antinfiammatoria.[65][66][67][14][89][12] Negli individui con infezione cronica a carico della ghiandola di Duverney o con notevole iperplasia (specie negli anziani), la quantità di zinco viene ridotta anche sotto i 50 microgrammi / mL, aumentando il rischio di infezioni urinarie.[65][66][67][14][12][90]
- Magnesio, presente in una quantità media di 280 microgrammi / mL (80 - 620 microgrammi / mL) nell'individuo sano; mostra cospicue abilità antibatteriche e, in minor parte, antimicotiche.[91][92][93]
- Potassio, presente in una quantità media di 2700 microgrammi / mL nell'individuo sano; nonostante il volume considerevole, le sue proprietà antibatteriche, antimicotiche e antinfiammatorie sono inferiori a quelle di zinco e magnesio, pur svolgendo comunque un ruolo rilevante in questo campo.[94][95][96]
- Quantità meno rilevanti (sotto i 150 microgrammi / mL) di acido sialico, acido ialuronico e fosforo, con funzione antimicrobica e antinfiammatoria, sono presenti in questo fluido.[69][70][71][72][73]
- Sono rinvenibili anche tracce di rame puro che, nonostante il volume modesto (inferiore ai 40 microgrammi / mL), mostra proprietà antibatteriche molto notevoli; possiede anche proprietà antimicotiche e antinfiammatorie, ma di minore entità.[91][94][97][98]

#### Eiaculazione
La porzione di eiaculato prodotta dalla ghiandola di Duverney mostra, in linea di massima, le stesse componenti della secrezione costante (riportate nel paragrafo precedente), con alcune differenze in composizione e quantità:
- La quantità dello zinco libero è sensibilmente superiore, ammontando ad una media di 590 ± 45 microgrammi  / mL (250 - 1500 microgrammi / mL) nell'individuo sano; lo stesso vale per il magnesio (330 microgrammi / mL), l'acido sialico (220 microgrammi / mL), l'acido ialuronico (180 microgrammi / mL) e il rame puro (inferiore ai 60 microgrammi / mL).[99][100][101][70][102]

Il principale motivo di queste differenze va ricercato nel fatto che il rapporto comporta un elevato rischio di infezioni delle vie urinarie, a causa dei possibili traumi cui l'uretra è sottoposta e, soprattutto, del rischio di una trasmissione batterica: questo è molto evidente nel sesso femminile (la cui uretra non secerne alcun fattore antimicrobico), per cui l'infezione urinaria più comune è proprio la cistite postcoitale. Per contrastare il pericolo di infezioni, l'uretra maschile si avvale dunque del secreto emesso dalle ghiandole uretrali, le cui componenti aumentano in quantità e qualità nell'eiaculazione, proprio con lo scopo di contrastare un passaggio batterico e ridurre al minimo il rischio di infezioni durante e dopo il rapporto. Gli studi dimostrano che l'efficacia antimicrobica e antinfiammatoria di questo secreto perdura per diverse ore dopo la sua emissione (fino a 24 ore in casi particolari), con un picco di attività nei minuti successivi all'espulsione e un effetto apprezzabile della durata di 4 - 6 ore.

### Fattore riepitelizzante
Un'altra importante funzione svolta dall'antiprostata è l'emissione di un secreto riepitelizzante; ancora una volta, si tratta di una sostanza emessa da tutte le ghiandole uretrali e periuretrali, costantemente o con le secrezioni sessuali, volta a proteggere l'uretra maschile. Oltre a salvaguardare il delicato pavimento uretrale dall'acidità delle urine (sia depositando un velo protettivo, sia grazie al proprio pH basico) queste sostanze sfiammano l'uretra e accelerano o favoriscono i processi di guarigione e cicatrizzazione delle ferite alla mucosa.

#### Composizione
La composizione del fattore riepitelizzante non varia particolarmente dalle secrezioni costanti al liquido seminale; include questi elementi:
- Bicarbonati, potassio e magnesio, volti a rendere alcalina la secrezione uretrale, per proteggere il pavimento uretrale e favorire la sopravvivenza degli spermatozoi in uretra e soprattutto nell'ambiente acido della vagina. Il pH dello sperma varia infatti da moderatamente basico (7,5) a molto basico (8,5), ed innalza sensibilmente il pH vaginale.[55][56][57][58][59]
- Acido sialico e acido ialuronico, presenti in quantità moderate (sotto i 150 microgrammi / mL per le secrezioni comuni, oppure 220 e 180 rispettivamente nell'eiaculazione). Si caratterizzano per le spiccate proprietà riepitelizzanti, e facilita la guarigione delle mucose danneggiate e infiammate; in particolare, consistenti livelli di acido ialuronico sono rintracciabili nell'urotelio e in altri tessuti del tratto urinario.[69][70][71][72][73]

### Altri elementi
Nell'eiaculazione si possono rinvenire anche altri elementi, la cui funzione non può essere classificata secondo i precedenti criteri:
- Svariate glicoproteine e fruttosio (convertito dal glucosio per isomerizzazione); queste sostanze, insieme all'acido sialico, sono volte a migliorare la coagulazione e la motilità del seme, oltre ad aumentarne densità e viscosità per impedire il reflusso del fluido verso la vescica (eiaculazione retrograda) o dalla vagina verso l'uretra emittente.[30][62][63][64]

## Negli altri mammiferi
La maggior parte dei mammiferi presenta due ghiandole uretrali coagulanti omologhe all'antiprostata; in genere si tratta di due ghiandole triangolari di medie dimensioni, situate presso l'apice della prostata e appena sopra le ghiandole ampollari, che appaiono come due diverticoli o estroflessioni dei dotti deferenti e riversano il proprio secreto nell'uretra intraprostatica, spesso attraverso l'utricolo prostatico. Nei roditori e nelle scimmie queste strutture sono fortemente sviluppate, e il loro secreto costituisce densi tappi colloidali di grandi dimensioni, volti ad impedire il reflusso di sperma in direzione caudale attraverso l'uretra.

## Clinica

### Patologie
Dal punto di vista clinico, l'antiprostata è significativa per vari fenomeni di entità e incidenza molto variabili (in genere, tuttavia, sono molto rari). Questi includono in particolare:
- Iperplasia: aumento incontrollato del numero degli acini e, di conseguenza, delle dimensioni delle ghiandola, con conseguente ostruzione del lume uretrale. In genere è molto più frequente nella popolazione anziana, benché questa ghiandola non appartenga alle ghiandole prostatiche e il suo sviluppo non dipenda dalla produzione di antigene prostatico specifico (PSA).[27][110]
- Infezione: le uretriti o parauretriti microbiche, sia ascendenti sia discendenti, possono estendersi all'antiprostata, provocandone l'infiammazione e il rigonfiamento. Il rischio è sensibilmente maggiore per le infezioni che si sviluppano a livello del collicolo seminale e dell'utricolo prostatico (verumontaniti), o in generale tra l'uretra anteriore e i vas deferens.[111][112][113][114] Se non trattata, può portare ad ascesso parauretrale e stenosi uretrale.[112][113][114][115]
- Cisti uretrale o parauretrale: è possibile che la ghiandola sviluppi edemi e neoformazioni cistiche, a seguito di infezioni o lesioni iatrogene. Non è raro che la cisti parauretrale si sviluppi nel corpo delle ghiandola, ma è più probabile che si formi nel dotto parauretrale, bloccandone il drenaggio fino al totale impedimento.[116][117][118] Questo fenomeno prende il nome di cisti del dotto di Duverney (o dotto antiprostatico).[119][120][118]
- Siringocele: abnorme dilatazione cistica della ghiandola o del dotto periuretrale, di varia origine, spesso congenita; può portare a stenosi uretrale se non trattata.[121][122][123]
- Diverticolo uretrale o parauretrale: dilatazione anomala e sacciforme dell'uretra, sporgente o rientrante, dovuta alla dilatazione delle ghiandole e dei dotti uretrali, che provoca un prolasso della parete. Può essere singolo o multiplo, e tende a formarsi dalle lacune di Morgagni da cui sbucano i dotti stessi.[124][125][126]
- Infiammazione: le cause di un processo flogistico sono molteplici, ma vengono in genere ricercate tra infezioni, iperplasia e traumi iatrogeni, soprattutto a livello del collicolo seminale (verumontanite).[111][112][113][114]
- A livello dell'orifizio del dotto periuretrale possono formarsi masse cicatriziali (stenosi uretrale anulare o allungata, valvola uretrale) oppure depositarsi calcoli uretrali (primari se originati nella lacuna uretrale, secondari se provenienti dal dotto stesso o da altre regioni dell'apparato urogenitale).[127][128][129][130]
- Neoplasie: la ghiandola di Duverney può essere soggetta a fenomeni neoplastici, sia benigni sia maligni, in particolare l'adenocarcinoma uretrale o parauretrale. Questi tumori possono insorgere sia dal corpo della ghiandola sia dal dotto parauretrale; in rarissimi casi, la ghiandola potrebbe anche ospitare metastasi.[131][132][133][134][135]

#### Catetere
La presenza del catetere urinario aumenta fortemente il rischio di infezioni, poiché ostruisce il drenaggio del secreto uretrale.  Viene inoltre limitato fortemente l'apporto del fattore antimicrobico uretrale e delle sostanze protettive, con il rischio di lasciare l'epitelio uretrale scoperto verso fenomeni infettivi o infiammatori. Inoltre, solo nel maschio sono estremamente frequenti i traumi iatrogeni dell'uretra e, conseguentemente, delle ghiandole uretrali e dei relativi dotti.

#### Sintomatologia
I sintomi delle patologie a carico di questa ghiandola sono gli stessi di una uretrite o uretroprostatite, e includono:
- Minzione dolorosa (alguria), difficoltosa (disuria) o entrambe (stranguria)
- Dolore e bruciore uretrale (uretrodinia, uretralgia)
- Perdite di sangue dall'uretra (uretrorragia)
- Secrezioni anomale dall'uretra (uretrorrea)
- Sangue nell'urina (ematuria) e nell'eiaculato (emospermia)
- Forte dolore durante e dopo l'eiaculazione (diseiaculazione) e il rapporto (dispareunia)
- Dolore testicolare o scrotale (scrotodinia)
- Elevata frequenza minzionale (pollachiuria)
- Urgenza minzionale (minzione imperiosa)
- Sensazione di mancato svuotamento (tenesmo vescicale)
- Sconforto vescicale e uretrale
- Ritenzione urinaria, acuta o cronica
- Dolore perineale
- Disturbi della defecazione (dolore, tenesmo rettale)
- Ritenzione fecale, acuta o cronica (soprattutto in caso di siringocele)
- Pus dall'uretra o nell'urina (piuria; soprattutto in caso di infezione o infiammazione purulenta)

In caso di iperplasia o cisti parauretrale grave, o notevole rigonfiamento in seguito ad infezione o traumi (siringocele), le abnormi dimensioni dell'antiprostata potrebbero impedire completamente la minzione (anche per conseguente stenosi uretrale) o, in rarissimi casi, persino la defecazione.